# Glas Slavonije
Glas Slavonije je dnevni list koji izlazi u gradu Osijeku svakim danom osim nedjeljom i blagdanima. U istočnoj Slavoniji, gospodarski slabije razvijenome području, ovo je dnevnik s najvećom nakladom.

## Povijest
Prvi broj Glasa Slavonije izašao je na privremeno oslobođenom području zapadne Slavonije tijekom 1943. godine. Glas Slavonije izlazio je tada kao list Jedinstvene narodnooslobodilačke fronte Slavonije pod uredništvom Zorka Goluba, Zdenka Hasa, Ive Sarajčića i Nade Valentić. List su pokrenuli članovi Oblasnoga komiteta KPH za Slavoniju Dušan Čalić i Zvonko Brkić. Tijekom Domovinskoga rata obrojčavanje Glasa Slavonije promijenjeno je te se u impresumu navodi kako je Glas Slavonije sljednik Hrvatskoga lista koji je počeo izlaziti 1920. godine.

## Urednici
- Dijana Pavlović (Novosti)
- Dijana Stanić Rešicki (Regija)
- Ivana Rab Guljaš (Osijek)
- Tanja Kvorka (Mozaik/Kultura)
- Ivana Liović (Sport)
- Milan Bugarić (Crna kronika, Autoglas)
- Darko Jerković (Magazin)
- Danijel Miklić (TV Obzor)
- Zdenka Rupčić (Ekonomija srijedom)
- Jasminka Knežević (Zdravlje danas/Dome slatki dome)

Višegodišnji dopisnik, novinar i urednik bio je Damir Rukovanjski.

## Vanjske poveznice
- Službene stranice